# Rathaus (Pflaumheim)

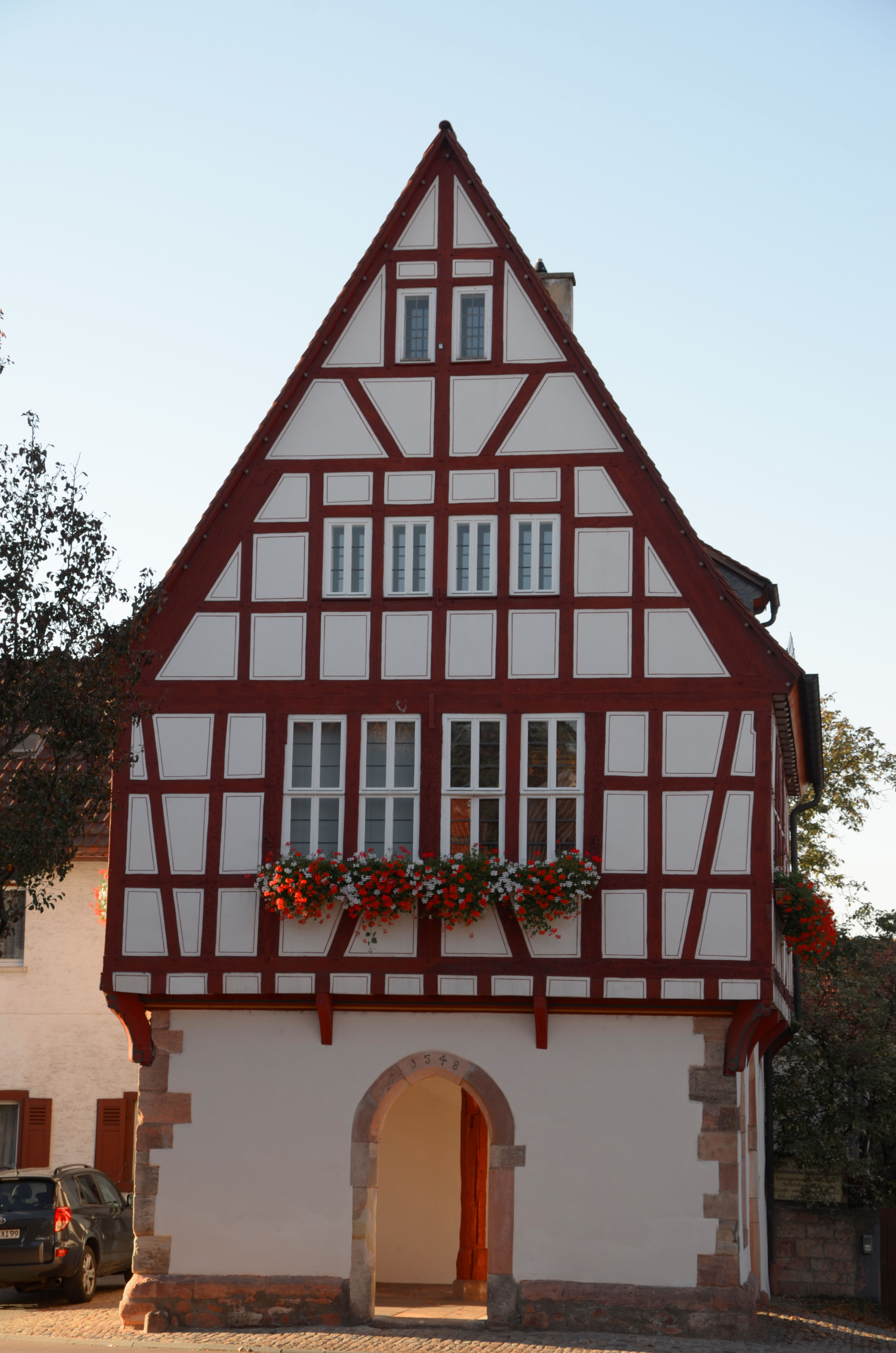
Ehemaliges Rathaus in Pflaumheim

Das Rathaus in Pflaumheim, einem Ortsteil der Marktgemeinde Großostheim im unterfränkischen Landkreis Aschaffenburg in Bayern, wurde 1548 errichtet und von 1977 bis 1981 erneuert. Das ehemalige Rathaus an der Breitfeldstraße 2 ist ein geschütztes Baudenkmal. 
Der zweigeschossige Satteldachbau mit vorkragendem Fachwerkobergeschoss hat eine offene Halle im Erdgeschoss mit Eckquaderung und einem Rundbogenportal. Das Fachwerkgefüge ist ohne Schmuck.